# Luces de bohemia
Luces de bohemia es una obra teatral de Ramón María del Valle-Inclán. Publicada en una primera versión por entregas semanales entre el 31 de julio y el 23 de octubre de 1920 en el semanario España. En 1924 se edita la versión definitiva, revisada y reeditada con tres escenas más. No se estrenaría en España hasta 1970.
Considerada Luces de bohemia una de sus obras más importantes, con ella Valle-Inclán inaugura un nuevo género teatral, el «esperpento», y sería el primero de los cuatro textos que el propio autor consideraría de ese género. En la escena duodécima de la obra, el propio protagonista lo considera como una manera de mirar el mundo.

## Argumento
La obra narra las últimas horas de la vida de Max Estrella, un «hiperbólico andaluz, poeta de odas y madrigales» ya anciano, miserable y ciego que gozó en algún momento de cierto reconocimiento. En su peregrinaje por un Madrid oscuro, turbio, marginal y sórdido, le acompaña don Latino de Hispalis y le dan la réplica algunos otros personajes de la bohemia madrileña de la época. En sus diálogos se vierten de forma magistral críticas a la cultura oficialista y a la  situación social y política de una España condenada a no reconocer a sus próceres. Tras múltiples vicisitudes, la obra acaba con la muerte de Max Estrella y se prolonga con su velatorio. El drama se cierra con un borracho que grita: "¡Cráneo previlegiado!", expresión que se repite a lo largo de la historia y que resume el enfoque esperpéntico de la misma.
A partir de la figura de Max Estrella trasciende la anécdota del fracaso y la muerte de un escritor venido a menos. La obra se convierte en una parábola trágica y grotesca de la imposibilidad de vivir en un país deforme, injusto y opresivo, como es la España del 1920, degradada, desconsiderada con el pueblo plano y llena de corrupción.

## Relación con la figura de Sawa
Existen notables paralelismos entre Max Estrella y su historia, y la del escritor bohemio Alejandro Sawa, amigo del autor. Ya sugirió Alonso Zamora Vicente que la muerte de Sawa once años antes de la publicación de Luces de bohemia pudo influir a Valle-Inclán. Él mismo relata las condiciones de su muerte en una carta:

Querido Darío: Vengo a verle después de haber estado en casa de nuestro pobre Alejandro Sawa. He llorado delante del muerto, por él, por mí y por todos los pobres poetas. Yo no puedo hacer nada, usted tampoco, pero si nos juntamos unos cuantos algo podríamos hacer. Alejandro deja un libro inédito. Lo mejor que ha escrito. Un diario de esperanzas y tribulaciones. El fracaso de todos sus intentos para publicarlo y una carta donde le retiraban la colaboración de sesenta pesetas que tenía en El Liberal, le volvieron loco en sus últimos días. Una locura desesperada. Quería matarse. Tuvo el final de un rey de tragedia: loco, ciego y furioso
Carta de Valle-Inclán a Rubén Darío

Además del evidente paralelismo entre la carta que menciona Valle-Inclán y la que recibe Max del Buey Apis, y su reacción al verse en la miseria, Sawa también murió ciego. También la situación familiar del personaje es similar a la del poeta real, casados ambos con mujeres francesas y con una hija. La novela mencionada es Iluminaciones en la sombra, que se publicaría un año después de la muerte de Sawa con un prólogo de Rubén Darío.

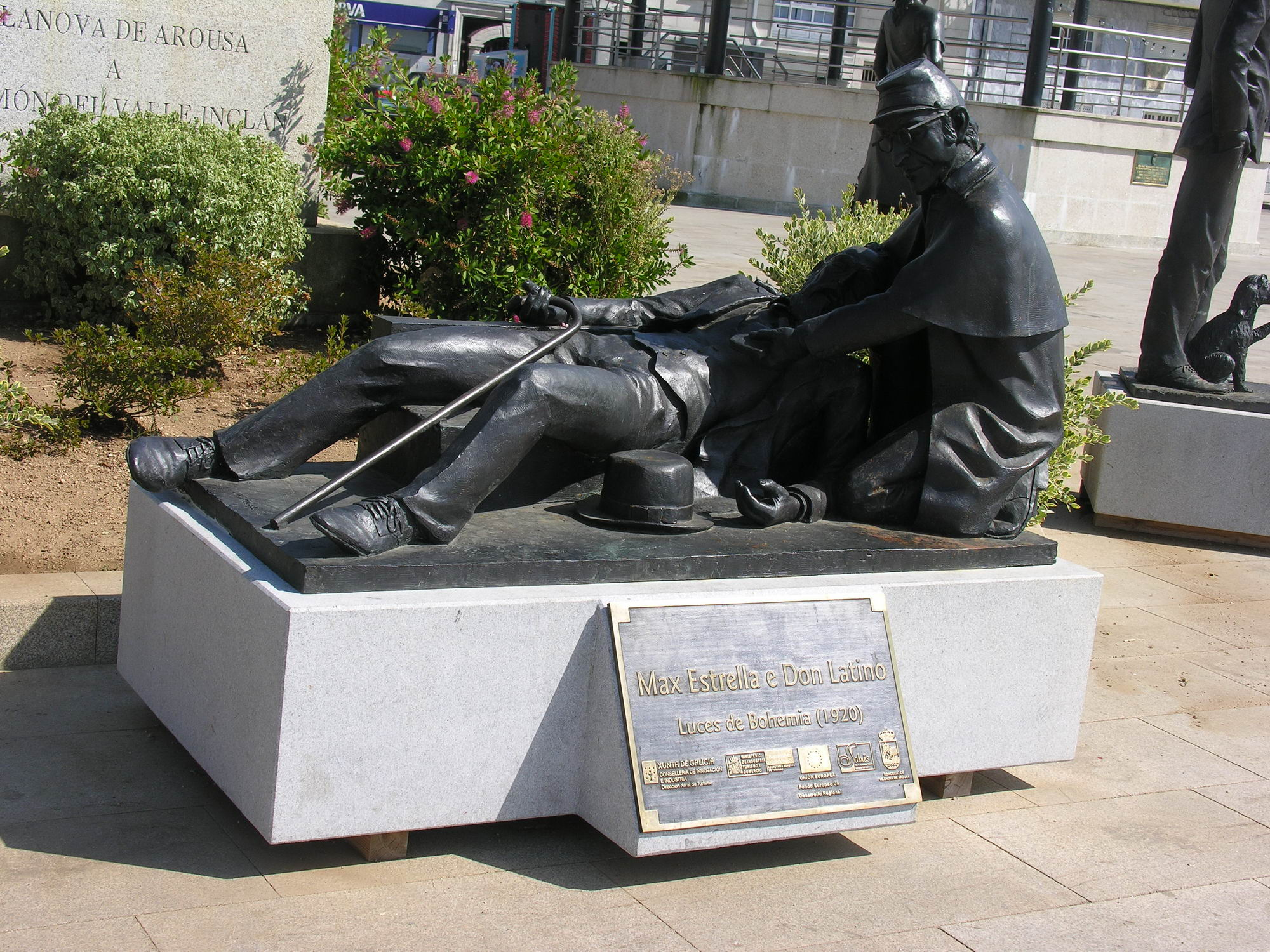
Estatua en Villanueva de Arosa, Max Estrella y Don Latino, en el momento del fallecimiento del primero.

Aunque Rubén Darío no asistió al entierro de Sawa, sí está reflejado así en Luces de bohemia, acompañado del Marqués de Bradomín, personaje de obras anteriores del autor, su más celebrado «álter ego».
En publicaciones posteriores sobre el tema, muchos identifican directamente la historia de Luces de bohemia como una crónica ficticia de los últimos días de Alejandro Sawa.

## Glosario
Glosario realizado por el nieto del autor, Joaquín del Valle-Inclán.
Por orden de aparición en la obra:
| Término                            | Escena     | Situación | Significado |
| ---------------------------------- | ---------- | --- | --- |
| El buey Apis                       | Escena I   | Revista para la que trabajaba Max Estrella, y que le remite la carta que aparece en la primera escena.                                                            | El nombre se refiere al buey Apis de la mitología egipcia. Es una referencia al personaje del mismo nombre de la novela del Padre Coloma, Pequeñeces. Se entiende por la primera escena que se trata de la revista para la que Sawa trabajaba escribiendo crónicas. |
| Mal Polonia recibe a un extranjero | Escena II  | Saludo de Max al entrar en la tienda de Zaratustra al comienzo de la escena.                                                                                      | Es una cita procedente de la primera intervención de Rosaura al comienzo de la obra de Calderón de la Barca, La vida es sueño. |
| Salutem plúriman                   | Escena II  | Saludo de Don Gay al entrar en la tienda de Zaratustra. | Procede de la fórmula de saludo latina «Salutem plurimam dicit». |
| Palmerín de Constantinopla.        | Escena II  | Libro que Don Gay ha reproducido durante su estancia en Inglaterra.                                                                                               | Es un libro ficticio. Sin embargo, como Palmerines se conoce a una serie de libros de caballerías, es posible que sea un guiño.[cita requerida] |
| Lenin                              | Escena II  | Don Latino refiriéndose a las exageraciones del Evangelio y comparándolas con las de Lenin.                                                                       | Dirigente revolucionario ruso y líder bolchevique. |
| Gran Secta Teosófica               | Escena II  | Nombrada por Don Latino. | Se refiere a la Teosofía y la Sociedad Teosófica. |
| Aceite albando                     | Escena II  | Parte de la respuesta de Max a Don Gay sobre la religión en España.                                                                                               | De albar, 'blanquear, hervir'. Aceite hirviendo. |
| Real Orden                         | Escena II  | Max advierte a Zaratustra sobre la posibilidad de que la mujer del coronel le pida por Real Orden que le cuente el argumento de la novela por entregas que sigue. | Disposición con fuerza de ley dictada por el soberano. |
| Me espera un cabrito viudo         | Escena III | Frase de Enriqueta la Pisa Bien. | Según la anotación de Zamora Vicente, «era muy frecuente en el habla desgarrada madrileña para dar idea de que "no me espera nadie", "hago lo que me da la gana"».                                                                                                  |
| Castelar                           | Escena III | El chico de la taberna dice que Pica Lagartos tiene la opinión de que Max es «un segundo Castelar».                                                               | Fue un político y presidente de la Primera República Española. |
| Mala sombra                        | Escena III | Se lo llama Max al chico de la taberna. | Según Zamora, «una persona que pretende hacer gracia sin conseguirlo». |
| Haciéndose cruces en la boca       | Escena III | Así dice Max que van a quedarse su mujer y su hija tras su muerte.                                                                                                | «'No comer, no haber comido'. La frase se solía acentuar haciendo la señal de la cruz sobre la boca». |
| Rute                               | Escena III | Bebida que pide Enriqueta la Pisa Bien. | Anís destilado en el pueblo de Rute, en Córdoba. |
| A ver si te despeino               | Escena III | Frase del Rey de Portugal a Enriqueta la Pisa Bien. | Significa dar una paliza y «es acepción que viene del lenguaje entremesístico del Siglo de Oro». |
| Quince                             | Escena III | Lo que le pide Max a Pica Lagartos. | «Vaso de vino que valía quince céntimos». |
| Doctrinarios                       | Escena III | Se lo llama Pica Lagartos a Don Latino y Max. | Según Zamora, «fanáticos, enemigos del orden». |
| Don Manuel Camo                    | Escena III | De quien dice Pica Lagartos era barbero su padre. | Manuel Camo Nogues, político oscense durante la Restauración. Perteneció al partido de Castelar hasta que lo dejó por diferencia de opiniones. |
| Colegio de los Escolapios          | Escena III | Mencionado por la Pisa Bien al borracho. | Colegio de la orden religiosa de carácter educativo de los Escolapios. |
| Don Jaime                          | Escena III | La Pisa Bien se pregunta si el borracho es este viajando de incógnito.                                                                                            | Jaime de Borbón, pretendiente carlista al trono español como Jaime III. |
| Acción Ciudadana                   | Escena III | Se refieren a ellos la Pisa Bien y Pica Lagartos. | Asociación derechista que colaboró con el gobierno en el mantenimiento del orden. |
| La Cruz Colorada                   | Escena III | La Pisa Bien se refiere a sí misma como «Enfermera Honoraria de la Cruz Colorada» como metáfora de su dedicación.                                                 | La Cruz Roja, que tanto interés despertaba en Victoria Eugenia, esposa de Alfonso XIII. |
| Héroes del Dos de Mayo             | Escena III | «¡Vivan los héroes del Dos de Mayo!», grita el Borracho. | Se refiere al Levantamiento del 2 de mayo de 1808 contra las tropas de Napoleón. |

## Personajes

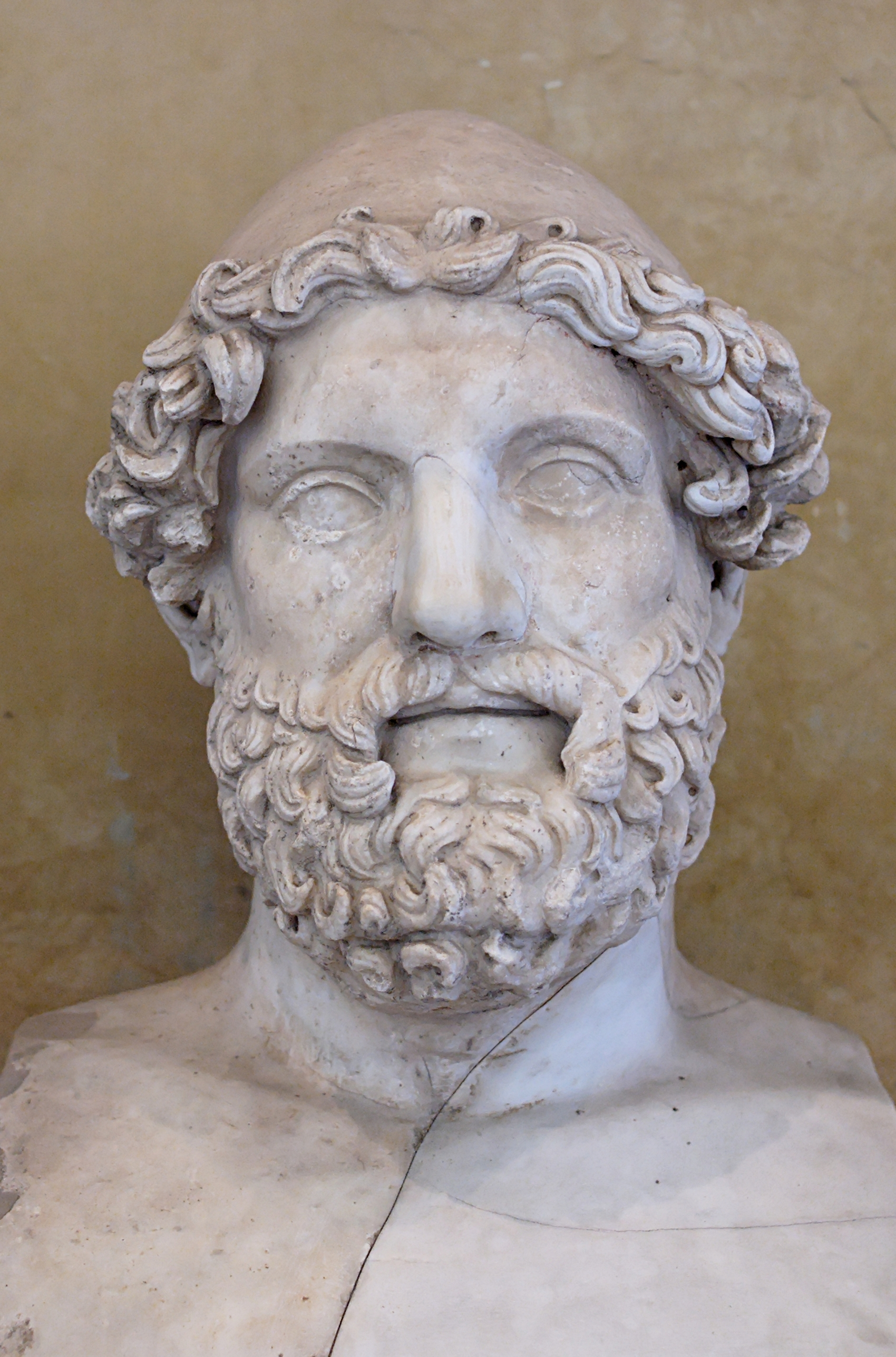
Valle Inclán describe a Max Estrella: «(...) esparcida sobre el pecho la hermosa barba con mechones de canas. Su cabeza rizada y ciega, de un gran carácter clásico-arcaico, recuerda los Hermes».

- Max Estrella. El protagonista, Max Estrella, es un escritor bohemio que se ha quedado ciego y en la miseria. El libro narra su última noche, en la que recorre medio Madrid con su amigo y representante Don Latino de Híspalis. Es complejo y espléndido. En él se juntan el humor, la queja, la dignidad y la indignidad. Tiene una amarga conciencia de su mediocridad. Habla de manera mordaz y otras veces de forma muy profunda. Destaca su furia contra la sociedad. También, como en el autor, existe el sentimiento de fraternidad hacia los oprimidos (la prostituta). Tiene muchos rasgos de la personalidad del autor.
- Madame Collet, su mujer, es francesa, al igual que la esposa de Alejandro Sawa.
- Claudinita es la hija de ambos.
- Don Latino de Hispalis es un anciano asmático que vende mala literatura y, como bohemio golfante se arrima al bohemio heroico (Max). Un auténtico cínico y canalla. Se puede entender como la parte más negativa del personaje al que retrata Max Estrella, Alejandro Sawa.
- Rubén Darío.
- Marqués de Bradomín. Este personaje es el protagonista de las Sonatas (de otoño, estío, primavera e invierno) de Ramón María del Valle-Inclán, en las que se narra la biografía ficticia de este personaje. Es el alter ego del autor.
- Pica Lagartos. Dueño de una taberna en Madrid.
- La Pisa Bien. Enriqueta "La Pisa Bien" es una joven de baja clase social, que refleja a la sociedad marginal propia del Madrid de la época. Está revenida de un ojo, se trata de una muchacha morena con escasa cultura.
- El ministro. Se trata de un personaje al que Max acude con la intención de obtener, como él mismo dice, "una solución y un castigo",  después de las vejaciones policiales sufridas por Max; según sus propias palabras: "He sido injustamente detenido, inquisitorialmente torturado [...]". Sin embargo, finalmente es el propio Max quien, satíricamente, se presta a ese juego corrupto aceptando un sueldo por parte de dicho ministro mientras este sea ministro. Este personaje podría estar inspirado en la figura de Raúl Méndez-Villamil, un político de la época de Valle-Inclán.
- Zaratustra. Es un vendedor de libros, estafador y de escasa moral. Carece de escrúpulos hasta a la hora de estafar a un ciego anciano. En la obra, es uno de los personajes más animalizados; deformado por la mirada esperpéntica, sus intervenciones están a la altura de las de los animales de la propia tienda. Valle se inspiró en un librero real, Gregorio Pueyo, editor del modernismo.[11]
- Don Gay Peregrino Personaje con un trastorno, enfermedad en la que se observa un proceso descontrolado y antinatural. "hombre alto, flaco, tostado del sol. Viste un traje de antiguo voluntario cubano, calza alpargates abiertos de caminante y se cubre con una gorra inglesa". Así es descrito por el propio Valle-Inclán. Su nombre verdadero es Don Peregrino Gay, pero se intercambió de posición su nombre. Escribió una crónica de su vida.
- Dorio de Gádex, Rafael de los Vélez, Lucio Vero, Mínguez, Gálvez, Clarinito y Pérez. Son miembros de los Epígonos del Parnaso Modernista.

Otros personajes más o menos importantes son: La chica de la portera; un coime de Taberna; el Rey de Portugal; un borracho; jóvenes modernistas; Pitito, capitán de Los équites municipales; un sereno; la voz de un vecino; dos guardias del orden; Serafín el Bonito; un celador; un preso; el llavero; el portero de una redacción; Don Filiberto, redactor del jefe; Dieguito, secretario de su excelencia; un ujier; una vieja pintada y La Lunares; un joven desconocido; la madre del niño muerto; el empeñista; el guardia y el otro guardia; la portera; un albañil; una vieja; la trapera; el retirado, todos del barrio; otra portera; una vecina; Basilio Soulinake (identificado por la bibliografía con Ernesto Bark); un cochero de la funeraria; dos sepultureros; el pollo de Pay-Pay; la periodista; turbas, guardias, perros, gatos y un loro.

## Estructura
- Escena I: presentación de la casa y de los personajes: Claudinita, Max y su mujer. Max es despedido. Aparece Don Latino. Max tiene alucinaciones y recuerda la vida bohemia del pasado.
- Escena II: escena en la librería. Discusión de Max y Zaratustra por el dinero mal pagado de los libros. Se produce una deformación mediante la animalización. Aparece Gay Peregrino que alaba todo lo de Inglaterra y critica España. Comenta que el sentimiento religioso en Inglaterra es mucho mayor que en España, y que ahí se ha convertido al dogma iconoclasta.
- Escena III: Esta escena transcurre en la taberna de Pica Lagartos. Aparece Picalagartos, La Pisa Bien y el Rey de Portugal. Max le empeña su capa a un niño para que la venda, y le dice que se quede lo que le quieran dar. En la calle se está produciendo la guerra del proletariado.
- Escena IV: Transcurre en la calle. Max le compra el décimo a La Pisa Bien y se encuentra con Dorio de Gádex. Aquí vemos los efectos de los disturbios. También se produce la discusión con los modernistas. La policía realiza la detención de Max, quien se burló de ellos, y lo llevan al ministerio.
- Escena V: Aquí se produce la llegada al ministerio y Max es llevado al calabozo; es entonces cuando Max y Don Latino se separan por primera vez. A continuación se producen dos escenas paralelas.
- Escena VI: Hablan Max y el anarquista catalán sobre la mala situación del obrero, del capitalismo. La solución es la revolución.
- Escena VII: Donde Don Latino va a la redacción del periódico a protestar por lo sucedido a Max. Critica a los funcionarios.
- Escena VIII: Max va a ver al ministro (aparentemente inspirado en Julio Burell, aunque podría estar inspirado en José María Beránger). Recuerdo de la vida bohemia. En esta escena se ve reflejada la malversación de los fondos además de la poca profesionalidad del ministro. También se produce la animalización de Don Latino.
- Escena IX: Esta transcurre en el Café Colón. Hay ambiente burgués. Aquí se produce el encuentro con Rubén Darío. Se produce el recuerdo de la vida bohemia en París, además de las alucinaciones de Max sobre París. Se nos refleja el contraste Café - Taberna.
- Escena X: En esta escena se produce un paseo por los jardines, por el ambiente nocturno. Escena donde aparecen las prostitutas con las que tienen contacto Max y Don Latino.
- Escena XI: Escena política donde se reflejan las consecuencias de la huelga del proletariado, y donde se ve reflejado el dolor de una madre por la muerte de su hijo. El anarquista es fusilado. Se reflejan los diferentes puntos de vista de la represión policial.
- Escena XII: Es el regreso a casa a la que Max no llega porque está enfermo (se queda tirado en el portal de su casa). En esta escena Max define la teoría del esperpento, poco antes de morir. También se produce una crítica de España. Don Latino lo abandona en el portal, antes de irse le roba la cartera al ciego Max, que está muriendo. En la puerta lo encuentra la portera.
- Escena XIII: Velatorio de Max en su propia casa. Se produce un enfrentamiento entre Claudinita y Don Latino. Aparece un pedante, Basilio Soulinake quien crea confusión cuando dice que Max no está muerto creando expectación entre los presentes.
- Escena XIV: Se sitúa en el cementerio, donde se ha producido el entierro de Max. Aparecen Rubén Darío y el Marqués de Bradomín, quienes dialogan sobre la muerte.
- Escena XV: Esta transcurre en la taberna de Picalagartos. Don Latino bebe mucho porque le ha tocado la lotería, el billete lo había robado anteriormente a Max. En este capítulo se produce el suicidio de la mujer y la hija de Max, y se nos refleja claramente la actitud de Don Latino.

### Tiempo
El tiempo de la obra transcurre en apenas 23 horas y media. Las doce primeras escenas abarcan el mediodía, desde la salida por la tarde-noche, hasta la muerte de Max al amanecer, y las escenas 13, 14, 15 se desarrollan en su velatorio y entierro, los cuales duran otras 12 horas. Valle-Inclán comete varias contradicciones, en ocasiones nos habla de la caída de las hojas, o de la primavera, aunque quizá fue escrito adrede para resaltar el esperpento.

### Lugares
La acción transcurre en el Madrid decadente —«absurdo, brillante y hambriento»— de la década de 1920, una lectura esperpentizada del Madrid galdosiano. También cae en contradicciones haciendo coincidir en el tiempo personajes que nunca llegaron a coexistir, ya que unos habían muerto cuando otros no habían nacido. El recorrido se hace de forma secuencial por los siguientes pasos:
1. Casa de Max Estrella — «Calle Bastardillos, veintitrés, duplicado, Escalera interior, Guardilla B. Nota: Si en este laberinto hiciese falta un hilo para guiarse, no se le pida a la portera, porque muerde.» (Cita de la escena octava. La calle es ficticia, y aparece en las escenas primera, duodécima y decimotercera.)
2. Cueva de Zaratustra, librería de lance — Pretil de los Consejos. (Escena segunda.)
3. Taberna de Pica Lagartos — Calle de la Montera. («...que tiene su clásico laurel en la calle de la Montera.» Cita del final de la escena segunda. La taberna aparece en las escenas tercera y decimoquinta.)
4. Buñolería Modernista —  Chocolatería San Ginés (Pasadizo de San Ginés, 5.) Localización probable, por quedar cercana a la Puerta del Sol y al Ministerio de la Gobernación. (Escena cuarta.)
5. Ministerio de Gobernación — Puerta del Sol n.º 7. (Escenas quinta, sexta y octava.)
6. Redacción de «El Popular» — Localización imposible por falta de indicios en el texto. (Escena séptima.)
7. Café Colón — Localización incierta. (Escena novena.)
8. Paseo con jardines — Localización incierta. Posiblemente el Paseo de Recoletos o el del Prado. (Escena décima.)
9. Calle del Madrid austriaco — Localización incierta, quizá hacia el nacimiento de la calle Mayor ya que es una vía más ancha propicia a las manifestaciones. (Escena undécima.)
10. Costanilla — Costanilla de los Desamparados. Localización verosímil pero incierta: es la calle en cuesta donde se encuentra la casa de Max Estrella. (Escenas primera, duodécima y decimotercera.)
11. Cementerio del Este — Actual Cementerio de la Almudena. (Escena decimocuarta.)

## Temática
La obra es una fuerte crítica social que realiza Valle-Inclán sobre la España de los años 1920, a través de los personajes de la obra, basados en la teoría del esperpento, la cual es una España degradada, desconsiderada con el pueblo llano y llena de corrupción.

## Estreno
La obra, bajo el título de Lumières de bohème, se estrenó en el Palais de Chaillot de París el 21 de marzo de 1963, con dirección de George Wilson e interpretación de Bruno Balp.
En España, dirigida por José Tamayo, se estrenó en el Teatro Principal de Valencia el 1 de octubre de 1970, con el siguiente elenco: José María Rodero (Max Estrella), Agustín González, María Luisa Ponte, Manuel Gallardo, María Jesús Lara y Margarita Calahorra. Para el estreno en Madrid, en el Teatro Bellas Artes, un año después, Carlos Lemos sustituyó a Rodero en el papel principal.
El Grupo Tiempo, en colaboración con el Teatro Estudio de Sevilla (TES), presentó su montaje en el Teatro Nacional "Lope de Vega" (Sevilla) en octubre de 1981, con Carlos Álvarez-Nóvoa en el papel de Max Estrella, Juan Furest como ministro de la Gobernación, Vicente Palacios como Dieguito y Ramón Resino en la dirección y en el papel de don Latino de Hispalis. La obra se repuso en dicho teatro en junio de 1982 y en mayo de 1983 y, en estos años, se hicieron representaciones en distintos escenarios: Auditórium de Córdoba, Algeciras, castillo de Sanlúcar de Barrameda, cárceles de hombres y de mujeres de Sevilla,...
Se repuso en 1984, con dirección de Lluís Pasqual, con José María Rodero encabezando el reparto y un cartel integrado por Nuria Gallardo, Montserrat Carulla, Carlos Lucena, Helio Pedregal, Félix Rotaeta, Manuel Alexandre, Vicky Lagos, Carlos Mendy, Ana María Ventura, Rosario García Ortega,  José Segura, Francisco Merino y Juan José Otegui entre otros.
La compañía Ur Teatro presentó su versión de la obra en 2002 en un montaje dirigido por Helena Pimenta y protagonizado por Ramón Barea como Max Estrella.
En 2012 el Centro Dramático Nacional estrenó de nuevo la obra, dirigida por Lluís Homar y con Gonzalo de Castro como Max Estrella, y acompañado también por Isabel Ordaz, Miguel Rellán, José Ángel Egido, Fernando Albizu, entre otros.
En 2018 se representa de nuevo en Madrid en el Teatro María Guerrero, con dirección de Alfredo Sanzol e interpretación a cargo de Chema Adeva, Jorge Bedoya, Josean Bengoetxea, Juan Codina, Paloma Córdoba, Lourdes García, Paula Iwasaki, Jorge Kent, Ascen López, Jesús Noguero, Paco Ochoa, Natalie Pinot, Gon Ramos, Kevin de la Rosa, Ángel Ruiz y Guillermo Serrano.

## En el cine
Luces de bohemia fue llevada al cine por Miguel Ángel Díez en 1985 con un guion adaptado por Mario Camus.

## Curiosidades
- Luces de bohemia inicia en la obra de Ramón María del Valle-Inclán el período del esperpento. Siendo resultado de un cambio gradual desde su literatura en un principio modernista hacia esta deformación y distorsión exagerada con intención crítica de la sociedad y del Madrid de su tiempo.
- En 1998 se creó La noche de Max Estrella, un recorrido por los escenarios reales que salen reflejados en la obra teatral. Se celebra anualmente, primeramente el día 23 de abril, y desde 2007, el 26 de marzo, víspera de la jornada del Día Internacional del Teatro, y coincidiendo con la programación de La noche de los Teatros.
- «Watis» fue una palabra adaptada del público inglés por el público español, para describir esta obra.[cita requerida]
- En la ciudad gallega de Vigo hay una cafetería con el nombre de Luces de Bohemia llena de espejos.
- En Zaragoza hay un bar con este nombre decorado con estucados. Es un local muy conocido y frecuentado por estudiantes.
- Cuando muere Max Estrella y Basilio Soulinake dice que este tiene catalepsia está recordando la obra de Pío Baroja El árbol de la ciencia donde el personaje de Rafael Villasús, un artista mediocre, muere y sufre las mismas acciones que Max para intentar demostrar que tenía catalepsia.